# Erich Knüppel
Erich Knüppel (* 27. August 1904 in Steinach; † 10. Oktober 1977 in Berlin) war ein deutscher Jurist.

## Werdegang
Nach dem Abitur studierte er Rechtswissenschaften und schloss 1932 mit der Großen juristischen Staatsprüfung ab. Er war als Richter tätig, zuletzt Landgerichtsdirektor. Später wechselte er als Vizepräsident an den Rechnungshof von Berlin. 1969 trat er in den Ruhestand.
Gemeinsam mit Oskar Georg Fischbach veröffentlichte er einen Kommentar zum Berliner Landesbeamten- und Richtergesetz.

## Ehrungen
- 1969: Großes Verdienstkreuz der Bundesrepublik Deutschland

## Schriften
- Oskar Georg Fischbach, Erich Knüppel: Das Landesbeamtengesetz von Berlin. Unter Berücksichtigung des Richtergesetzes und der Richterdienststrafordnung. Heymann, Berlin und Köln 1954